# オレンジブック (セキュリティ)
Trusted Computer System Evaluation Criteria、通称オレンジブック(Orange Book)とは、アメリカの国家安全保障局(NSA)の麾下(きか)のNCSC(National Computer Security Center)と言う組織が発行している、セキュリティ評価基準のガイドラインのこと。
まず、セキュリティレベルを4段階に分けており、それぞれのレベル毎に、満たさなければならない条件が定められている。